# Yannick Yenga
Pour les articles homonymes, voir Yenga (Sierra Leone).
Risasi Yannick Yenga, né le 10 avril 1985 à Kinshasa, est un footballeur international congolais (RDC) qui évolue au poste d'attaquant.

## Biographie

### En club
Yannick Yenga commence le football à Meaux en Seine-et-Marne au CS Meaux, puis part jouer au Tours FC, il y reste un an et demi.
Il s'engage par la suite au Mans qui est alors en Ligue 1 mais il joue très peu en équipe première et se contente de l'équipe réserve en CFA. Pour trouver du temps de jeu il signe à Châtellerault en National où il réalise une bonne saison, il s'engage par la suite en Ligue 2 à Dijon deux ans.
En 2008, il part au Paris FC en National et réalise une très bonne saison qui lui vaut des contacts avec quelques clubs de Ligue 2.
Mais il choisit finalement de s'engager pour le Tours FC huit ans plus tard. Le 1er août 2009 au Stade de la Vallée du Cher il fait ses débuts sous ses nouvelles couleurs en tant que titulaire contre Le Havre (2-1) pour le compte du premier tour de la Coupe de la Ligue. La semaine suivante pour le compte de la seconde journée de Ligue 2, il marque son premier but pour Tours contre Dijon (2-2).
En janvier 2011, il s'engage pour un an et demi avec le RC Strasbourg.
Après la descente du club strasbourgeois en CFA 2, il décide de retourner au Paris FC
Revenu au Mans, il évolue aujourd'hui en Régional 2 Pays de la Loire avec le club manceau de l'AS Le Mans Villaret dont il est l'un des attaquants et le capitaine. 

### Avec la sélection nationale
Yannick Yenga fait sa première sélection avec la sélection du Congo en match amical non pas le 5 février 2008 contre la France A' (0-0) car ce match ne compte pas officiellement mais sa véritable première sélection le 26 mars 2008 contre l'Algérie (1-1) en rentrant à la 65e minute de jeu à la place de son compatriote Dieumerci Mbokani. Depuis cette sélection, il a fait 3 autres apparitions en sélections toutes en rentrant en jeu.
Il n'a pas été appelé depuis fin 2008.

Vie privée
En 2021, Yannick Yenga s'est marié avec Anaïs Yenga, née Casal, à Zanzibar.

## Carrière
| Saison      | Club          | Pays     | Championnat         | Coupes nationales | Coupes d’Europe | Sélection RD Congo |
| ----------- | ------------- | -------- | ------------------- | ----------------- | --------------- | ------------------ |
| 2003 - 2004 | Le Mans UC    | Ligue 1  | 1 match             | 2 matchs          | -               | -                  |
| 2004 - 2005 | Le Mans UC    | Ligue 2  | -                   | -                 | -               | -                  |
| 2005 - 2006 | Châtellerault | National | 36 matchs / 11 buts | -                 | -               | -                  |
| 2006 - 2007 | Dijon FCO     | Ligue 2  | 18 matchs / 4 buts  | 4 matchs          | -               | -                  |
| 2007 - 2008 | Dijon FCO     | Ligue 2  | 26 matchs / 4 buts  | 4 matchs          | -               | 4 matchs           |
| 2008 - 2009 | Paris FC      | National | 35 matchs / 11 buts | 2 matchs / 2 buts | -               | -                  |
| 2009 - 2010 | Tours FC      | Ligue 2  | 22 matchs / 2 buts  | 5 matchs / 1 but  | -               | -                  |
| 2010 - 2011 | Tours FC      | Ligue 2  | 6 matchs            | 1 match           | -               | -                  |
| 2010 - 2011 | RC Strasbourg | National | -                   | -                 | -               | -                  |

Dernière mise à jour le 5 janvier 2011